# Gradius III
Gradius III (グラディウスIII～伝説から神話ヘ～ guradiusu III densetsu kara shinwa e?, lit. "Gradius III: De la leyenda al mito") es un matamarcianos lanzado para los arcade, desarrollado y publicado por Konami en 1989. Es el tercer juego de la saga Gradius, secuela directa de Gradius II.
El jugador vuelve a tomar el mando de la nave Vic Viper para derrotar a las tropas del Imperio Bacterion.

## Jugabilidad
Este juego es conocido por ser el más difícil de la saga. Tanto, que la propia Konami tuvo que retirar rápidamente este juego de los arcade. Esta versión no incluía ninguna forma de continuar tras perder todas tus vidas, ni siquiera mediante el menú del operador. La versión japonesa incluía un Modo Principiante, en el que jugar los tres primeros niveles a una dificultad mucho menor. La versión asiática pierde dicho modo y la introducción, pero reduce la dificultad del juego en general.
Gradius III incluye la mayoría de armas, estilos de nivel, enemigos etc que se han convertido en clásicos de la saga.

### Sistema de armas
El gran añadido de este juego es la introducción del Modo Edición, mejorando así el Modo de Armas establecido en Gradius II. Los jugadores no sólo pueden elegir entre unos cuantos modos predefinidos, sino que pueden mezclar los diversos misiles, dobles, lásers, escudos y especiales, a su gusto, cada una de estas armas tienen una ventaja tal como lo decida el jugador y tal como sepa usarlas, no es fácil dominar estos poderes. Sin embargo, algunas armas usadas en las opciones predefinidas no pueden ser usadas en dicho modo, y viceversa. La mayoría de las armas redundantes de Gradius II fueron eliminadas, a favor de nuevas versiones más diferenciadas.

### Niveles
En la versión de Arcade un total de 10 niveles a lo largo del juego. El cuarto nivel es el primer y único nivel de toda la saga Gradius realizado en pseudo-3D. En este corto nivel, se controla a la nave en 3º persona, detrás de la nave, y debes evitar colisionar con las paredes. También hay dos niveles ocultos basados en niveles del Gradius y del Salamander.
- Stage 1: Desert. Un nivel desértico, del que surgen feroces leones de arena y dragones similares a los aparecidos en Gradius II. El jefe es Goliath, un enorme bicho provisto de garras, que será protegido por una multitud de arañas, su punto débil es la bola de color verde que está en su boca.
- Stage 2: Bubble. Nivel lleno de burbujas, que se romperán en burbujas más y más pequeñas al ser atacadas. Tras sobrevivir a una verdadera cantidad de éstas, y a otros enemigos, te encontrarás con el jefe Bubble Eye, una masa gelatinosa con ojo, que lanzará burbujas contra ti, su punto débil es su ojo pero para atacarlo hay que eliminar la parte burbujosa de adelante, así quedará indefenso su ojo.
- Stage 3: Volcano. Nivel clásico ya aparecido en Gradius y Gradius II, con montañas, volcanes y bosques. Este nivel es bastante largo, habiendo una parte en la que entras bajo tierra, con muchas rocas y tienes que abrirte paso. El jefe es Big Core MK-III, una enorme nave que disparará sendos láseres con uno en zigzag en el medio, su punto débil son las bolas azules, esas son sus núcleos.
- Stage 4: High-speed. Nivel en pseudo-3D basado en esquivar las paredes a altas velocidades. Carece de jefes o enemigos, pero sí hay cápsulas por el camino para recoger.
- Stage 5: Moai. El nivel de las cabezas de Pascua, que, como en Gradius y Gradius II no podía faltar. De nuevo podrán girarse, y además te encontrarás con cilindros lleno de estas. Tendrás que luchar contra Dogas, una cabeza que lanzará pequeños disparos hacia ti, y, después, Vaif, 6 enormes moais que lanzarán pequeños moais contra ti. Estos moais se hinchan y explotan, siendo altamente peligrosos.
- Stage 6: Cell. El nivel de células ya visto en juegos como Salamander. Las garras del primer Gradius también harán acto de presencia, haciendo de este nivel bastante complicado. Si logras pasar tras el muro destruible, te encontrarás con Gregol, una masa que se moverá lanzando disparos y sus garras contra ti.
- Stage 7: Lava. Un peligroso nivel lleno de bolas de fuego, que se rompen en pequeños pedazos indestructibles. Es considerado uno de los niveles más injustos de la saga, siendo realmente difícil acabarlo sin perder una sola vida. El jefe es Wyvern, un enorme dragón de 3 cabezas que atacará con fuego. Al vencerlo, se romperá formando a Vulture Dragon, un dragón de fuego con 2 cabezas
- Stage 8: Plant. Nivel de plantas, en el que peligrosas flores, ramas y demás intentarán detenerte. También está plagado de enemigos con capacidades de disparo. El jefe es Choking Weed, una peligrosa planta que lanzará mortales semillas y es capaz de absorberte.
- Stage 9: Crystal. Un nivel lleno de cubos. Los cubos se moverán sin previo aviso, formando laberintos por los que avanzar. Al final, tendrás que evitar una lluvia de cubos. Tras esto, aparecerá Lizard Core, una nave que moverá dos largos brazos mientras lanza láseres.
- Stage 10: Mechanical Base. Último nivel del juego, que contiene lluvia de jefes, base mecánica, parte de velocidad etc en un solo nivel, siendo con creces el más difícil de toda la saga. Todo comienza con una lluvia de jefes, los cuales son Tetran, Covered Core, Big Core MK-II, Crystal Core, Death MK-II y Dellinger Core. Tras esto, se debe entrar a la base, a mitad del camino aparecerá Disrupt, una especie de puerta acorazada.  Al continuar por la otra mitad de la base aparecerá Shadow Gear, un enemigo indestructible al cual solamente se le debe esquivar, tras esto, se llegará a una zona biológica, llena de tejido vivo, al final de la misma aparecerá Bacterian, el jefe final del juego, cuyo ataque consiste en lanzar 3 esferas de energía, las cuales, al impactar con la Vic Viper, la teletransportarán a los primeros niveles de Gradius y Salamander. Al derrotarlo, se debe pasar por una pequeña zona de velocidad para salir del planeta,

## Ports

### SNES
Un port de Gradius III se lanzó para la Super Nintendo en 1991, con una dificultad muy reducida y armamentos adicionales. Replica las ralentizaciones del arcade, y elimina los niveles pseudo-3D y el basado en cubos. También cambia muchos otros niveles, e introduce un nuevo jefe usado en multitud de ocasiones, Beacon una nave de 5 núcleos capaz de lanzar láseres que rebotan.

### PlayStation 2
En el año 2000, Konami juntó Gradius III y Gradius IV Fukkatsu en una compilación denominada Gradius III and IV para PlayStation 2. Este port está basado en la versión arcade, e incluye como desbloqueable el modo Extra Edit, que incluye armas sacadas de la versión de Super Nintendo. También incluye un selector de niveles, un menú de minijuegos donde rejugar los niveles de Gradius y Salamander, así como la parte de la lluvia de cubos del nivel 9. También permite editar la dificultad y activar o desactivar las ralentizaciones, entre otras cosas.

### PlayStation Portable
Gradius III salió también para PlayStation Portable en el 2006 dentro de la compilación Gradius Collection. Incluye un modo PSP Tuned para reducir ampliamente la dificultad del juego, aunque carece de las mejoras de Gradius III and IV y de la posibilidad de continuar.

## Banda sonora
Existe una banda sonora con todas las melodías, lanzada a mediados de los 90 mediante King Records. También existen muchos otros álbumes con melodías sacadas de este juego. Konami lanzó también un álbum con melodías de Gradius III y otros Gradius, denominado Gradius Arcade Soundtrack, en el año 2002.